# Паулиста, Жан
Жан Франси́ско Родри́гес (порт. Jean Francisco Rodrigues, более известный как Жан Паули́ста (порт. Jean Paulista; 28 октября 1977, Сертанзинью, Сан-Паулу, Бразилия) — бразильский футболист, полузащитник.

## Биография
Выступал за клубы «Коринтианс» и «Таубате». В 1998 году переехал в Португалию в клуб «Фаренсе». В 1999 году играл за «Брагу», где провёл 8 матчей. В 2000 году подписал контракт с клубом «Авеш», после чего спустя полгода вернулся в «Фаренсе».
В 2001 году перешёл в «Имортал», где провёл 11 матчей и забил 1 гол. С 2001 года по 2003 год выступал за «Виторию» из Сетубала. В сезоне 2003/04 являлся игроком «Авеша». Летом 2004 года на правах свободного агента перешёл в команду «Майа».
В 2005 году переехал в Польшу, играть за «Вислу» из Кракова. За «Вислу» дебютировал 30 июля 2005 в матче против клуба «Белхатув». В этом же сезоне сыграл 6 матчей в Кубке УЕФА, забил гол «Базелю». В 2008 году перешёл в АПОЭЛ. В 2010 году играл за АЕК из Ларнаки.
В 2011 году вернулся в Польшу, где играл за бытомскую «Полонию». Позже выступал за ЛКС из Петровки и команду «Скра» из Ченстохова. В 2013 году вновь перешёл в «Полонию», подписав годичный контракт.

## Достижения
«Висла» (Краков)
- Чемпион Польши (1): 2007/08
- Серебряный призёр чемпионата Польши (1): 2005/06
- Финалист Кубка Польши (1): 2007/08

АПОЭЛ
- Обладатель Суперкубка Кипра (1): 2009